# Macrocera phalerata
Macrocera phalerata är en tvåvingeart som beskrevs av Johann Wilhelm Meigen 1818. Macrocera phalerata ingår i släktet Macrocera och familjen platthornsmyggor. Arten är reproducerande i Sverige. Inga underarter finns listade i Catalogue of Life.